# Agrostis tibestica
Espèce
Agrostis tibestica est une espèce de plantes de la famille des Poaceae endémique de la Libye et du Tchad.